# Річард Скотт Беккер
Річард (Ричард) Скотт Беккер (нар. 2 лютого 1967 року, Сімко, Онтаріо) — канадський автор фентезі, викладач в університеті Південно-Західного університету Онтаріо.

## Біографія
Беккер виріс на тютюновій фермі в районі Симкоу. У 1986 році він навчався в Університеті Західного Онтаріо, щоб отримати диплом з літератури, а потім — з теорії та критики. Написав дисертацію з філософії в Університеті Вандербільта. Після захисту повернувся до Лондона, провінція Онтаріо, де зараз живе з дружиною та дочкою.

## Творчість
У Р. Скотта Беккера переважають розтягнуті трилогії в стилі темного фентезі, неофіційно відомі під назвою «Другий апокаліпсис», який він почав писати ще в коледжі в 1980-х рр. Серія спочатку планувалася як трилогія з першими двома книгами «Князь порожнечі» (буквально «Князь нічого») та «Аспект-імператор». Про третю книгу Беккер, як про "книгу, яку не можна назвати, оскільки назва цієї книги — спойлер попередніх томів".
Коли Беккер почав писати серію на початку 2000-х рр., він вважав за потрібне розбити кожен з трьох романів на власну підсерію, щоб включити всіх персонажів, всі теми та ідеї, які він хотів дослідити. Беккер спочатку задумав сім книжок: трилогію та дві дилогії. Це пізніше переросло у дві трилогії та одну дилогію, що за словами автора може розширитись до трилогії.